# Алгранж
Алгранж (фр. Algrange) насеље је и општина у североисточној Француској у региону Лорена, у департману Мозел која припада префектури Тионвил Уст.
По подацима из 2011. године у општини је живело 6.464 становника, а густина насељености је износила 928,74 становника/km². Општина се простире на површини од 6,96 km². Налази се на средњој надморској висини од 300 метара (максималној 405 m, а минималној 221 m).

## Демографија
| 1962. | 1968. | 1975. | 1982. | 1990. | 1999. | 2011. |
| ----- | ----- | ----- | ----- | ----- | ----- | ----- |
| 8.153 | 8.658 | 7.658 | 6.767 | 6.325 | 6.198 | 6.464 |

График промене броја становника у току последњих година